# Bicyclette de sécurité

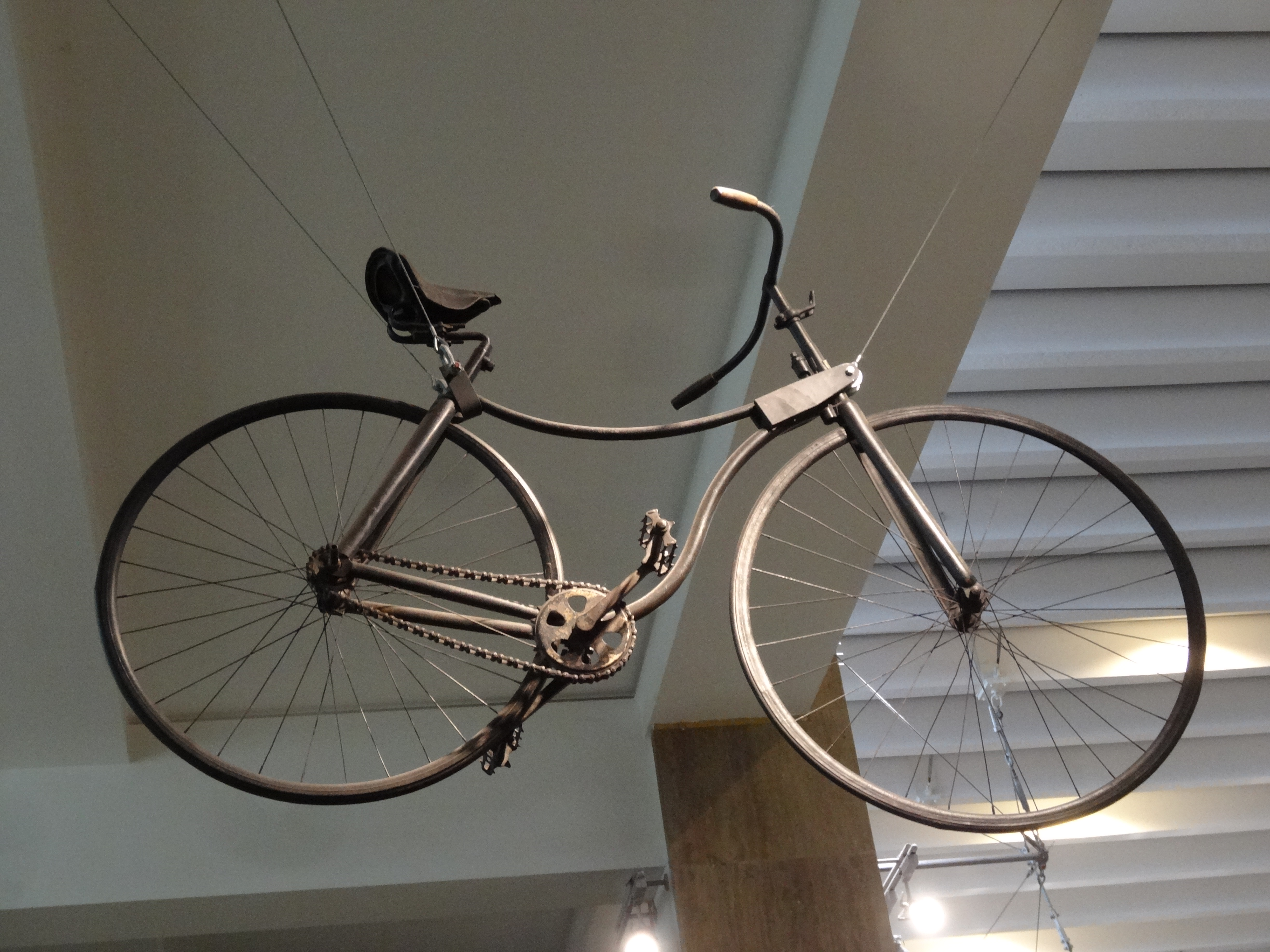
La Rover safety bicycle (1885) au Science Museum.

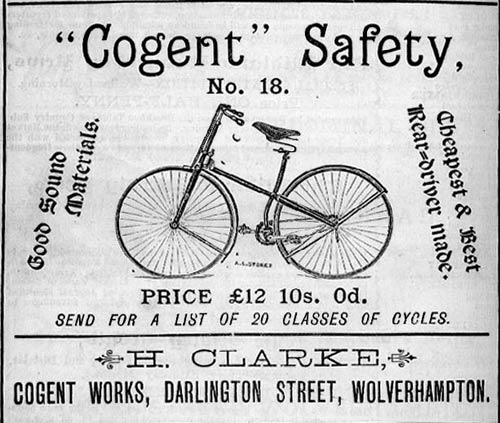
Publicité pour la Safety bicycle (1887).

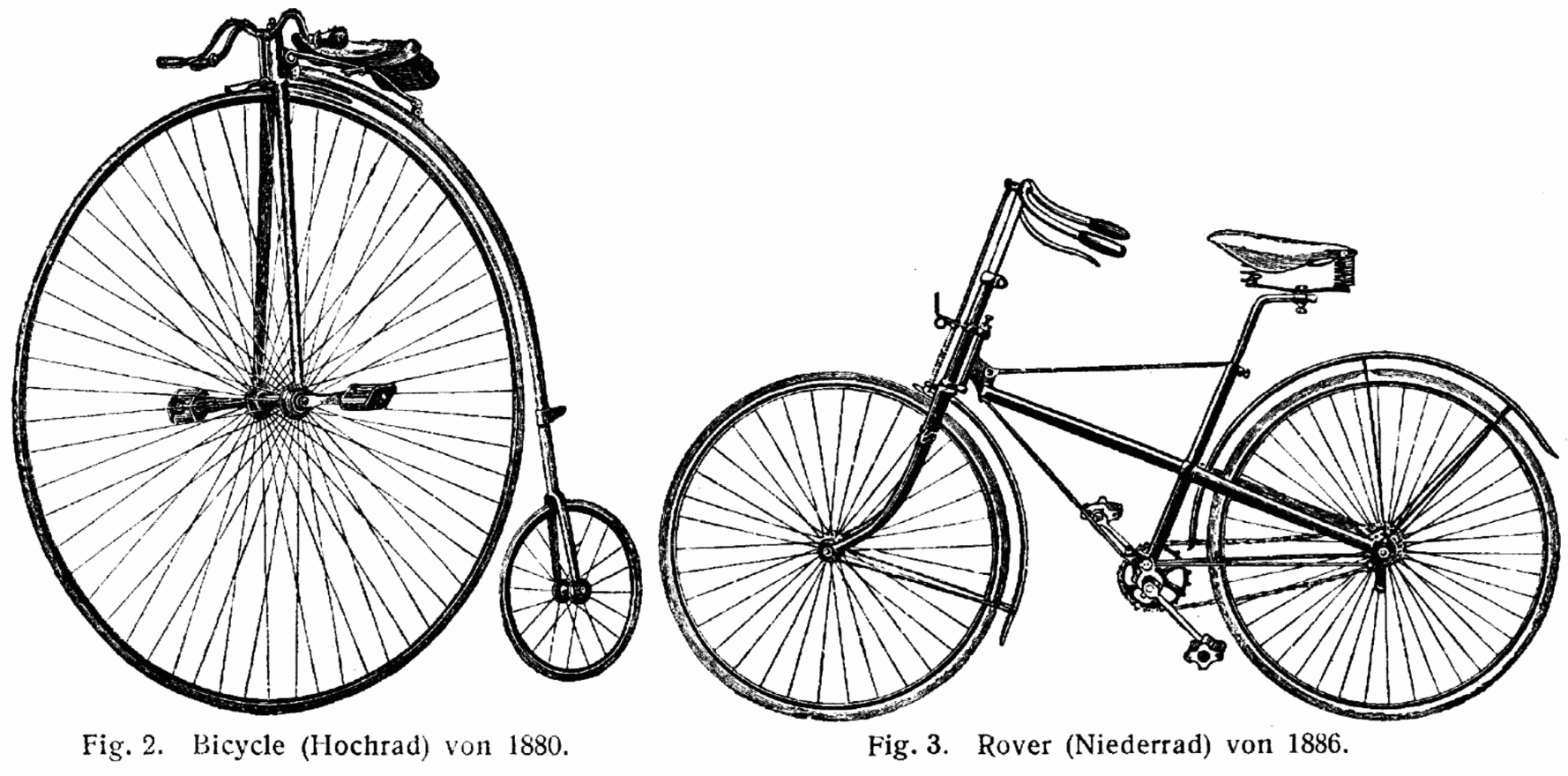
Illustrations du Dictionary of Technology (1904). À gauche bicycle (1880) et à droite rover (1886).

La  bicyclette de sécurité (en anglais safety bicycle) est un type de bicyclette devenu très populaire à la fin des années 1880. Elle a progressivement remplacé le grand-bi qui était jusqu'alors la forme de bicyclette la plus courante. Les premières bicyclettes de ce style étaient appelées « bicyclettes de sécurité » parce qu'elles avaient la réputation d'être moins dangereuses que celles munies de roues hautes. Même si les bicyclettes modernes sont d'aspect comparable, l'appellation « bicyclette de sécurité » et son équivalent anglais « safety bicycle » sont tombés en désuétude.

## Dénomination
L'appellation « bicyclette de sécurité » désignait dans les années 1880 toutes les alternatives au grand-bi. Leurs roues avant et arrière n'avaient pas nécessairement la même taille. Plus tard, les historiens ont réservé ce nom aux ancêtres directs de la bicyclette moderne,. La bicyclette de sécurité est parfois appelée « cadre en losange », même si toutes n'en sont pas nécessairement pourvu. On parle parfois de « bicyclette verticale »  pour la distinguer des bicyclettes à position allongée.

## Histoire de l'invention
La première bicyclette à être appelée « safety » fut conçue en 1876 par l'ingénieur anglais Harry John Lawson. Contrairement aux grand-bis, sur ces nouvelles bicyclettes les pieds du cycliste restaient près du sol, ce qui facilitait l'arrêt. Les pédales entraînaient la roue arrière et les pieds du cycliste restaient en sécurité loin de la roue avant. La Treadle bicycle était un modèle qui utilisait un entraînement par pédales à levier pour transmettre le mouvement à la roue arrière, alors que sur le modèle précédent de 1879 il y avait un entraînement par chaîne. Cette dernière technologie n'avait été utilisée auparavant que sur des tricycles. La Safety de Lawson n'a pas réussi à s'imposer, peut-être à cause de son prix, de son poids et de sa complexité accrue par rapport au grand-bi. À la même époque on vit apparaître la Kangaroo bicycle, sorte de grand-bi avec transmission à chaîne sur la roue avant.
En 1885, le catalogue Indispensable Handbook to the Safety Bicycle comprenait sept bicyclettes avec des pédales à levier avant, 44 avec des entraînements avant par engrenage et seulement neuf avec des entraînements arrière par chaîne,. La même année, John Kemp Starley présenta la première bicyclette de sécurité commercialement réussie qu'il nomma « la Rover »,. Elle était plus lourde et plus chère qu'un grand-bi, mais plus légère et moins chère que les tricycles de l'époque. Dans sa forme initiale elle était munie d'une direction indirecte. On l'équipa plus tard d'une direction directe ce qui en fit un succès commercial.
La Overman Wheel Company située dans leur complexe d'usine de Chicopee fut le premier fabricant de bicyclettes de sécurité aux États-Unis. Overman était réputé pour faire des bicyclettes fiables et de bonne qualité, tout en acier et sans pièces en fonte. En 1893, l'usine d'Overman produisait la totalité des pièces de la bicyclette, y compris les pneus, les selles et les jantes.
La bicyclette de sécurité a supplanté le grand-bi car elle constituait une grande amélioration. L'entraînement par chaîne, couplant un grand pignon avant (le plateau) à un petit pignon arrière (le pignon) pour multiplier les révolutions des pédales, autorisait des roues beaucoup plus petites et supprimait la grande roue avant directement reliée aux pédales du grand-bi. Les roues plus petites diminuaient le confort mais l'installation du pneu à air inventé par Édouard Michelin et son frère André élimina cet inconvénient.
Avec un centre de gravité bas et situé entre les roues, la bicyclette de sécurité a considérablement diminué le risque de faire « une roue-avant » ou une « roue-arrière ». Cela a rendu le freinage plus efficace et plus sûr. Alors qu'auparavant le pilotage était réservé aux jeunes hommes intrépides, la conduite de ces engins devint plus populaire et accessible aux femmes. Les bicyclettes de sécurité étaient moins coûteuses, plus légères et mécaniquement plus simples que les tricycles de l'époque. Elles furent adoptées par les cyclistes prudents. Sa popularité dépassa bientôt celle du grand-bi et des tricycles et provoqua un vif engouement dans les années 1890.

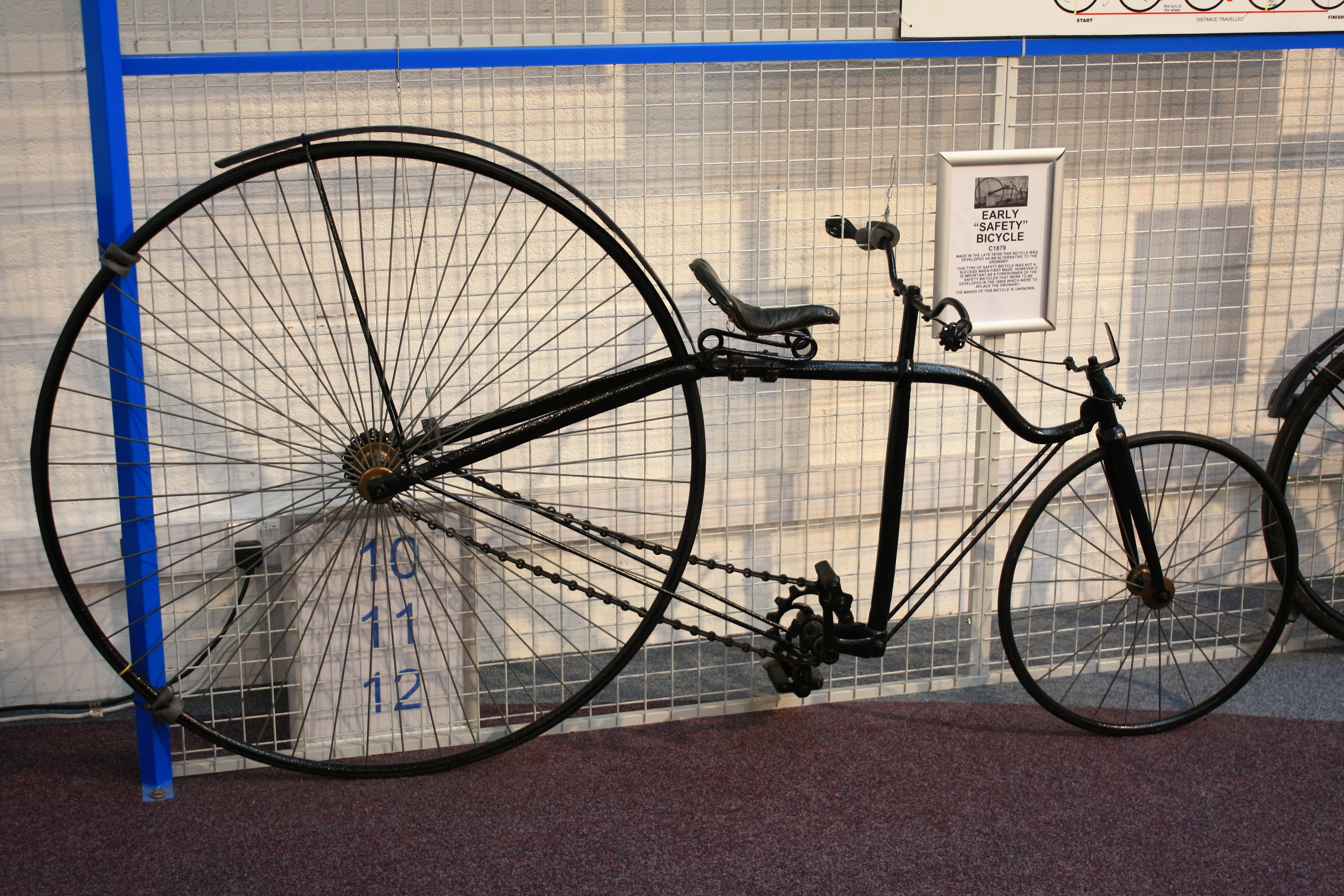
Une des premières bicyclettes de sécurité (1879) au Coventry Transport Museum.
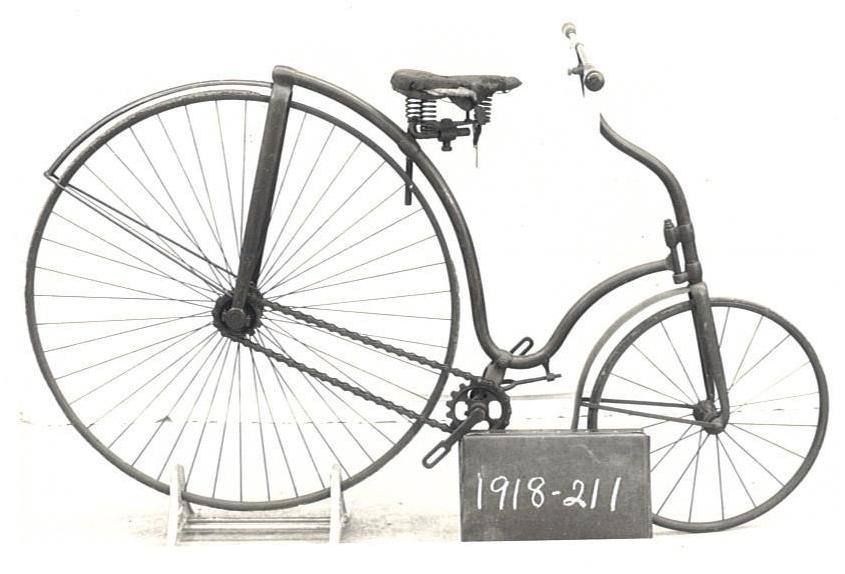
Une bicyclette de sécurité de John McCammon (1884).
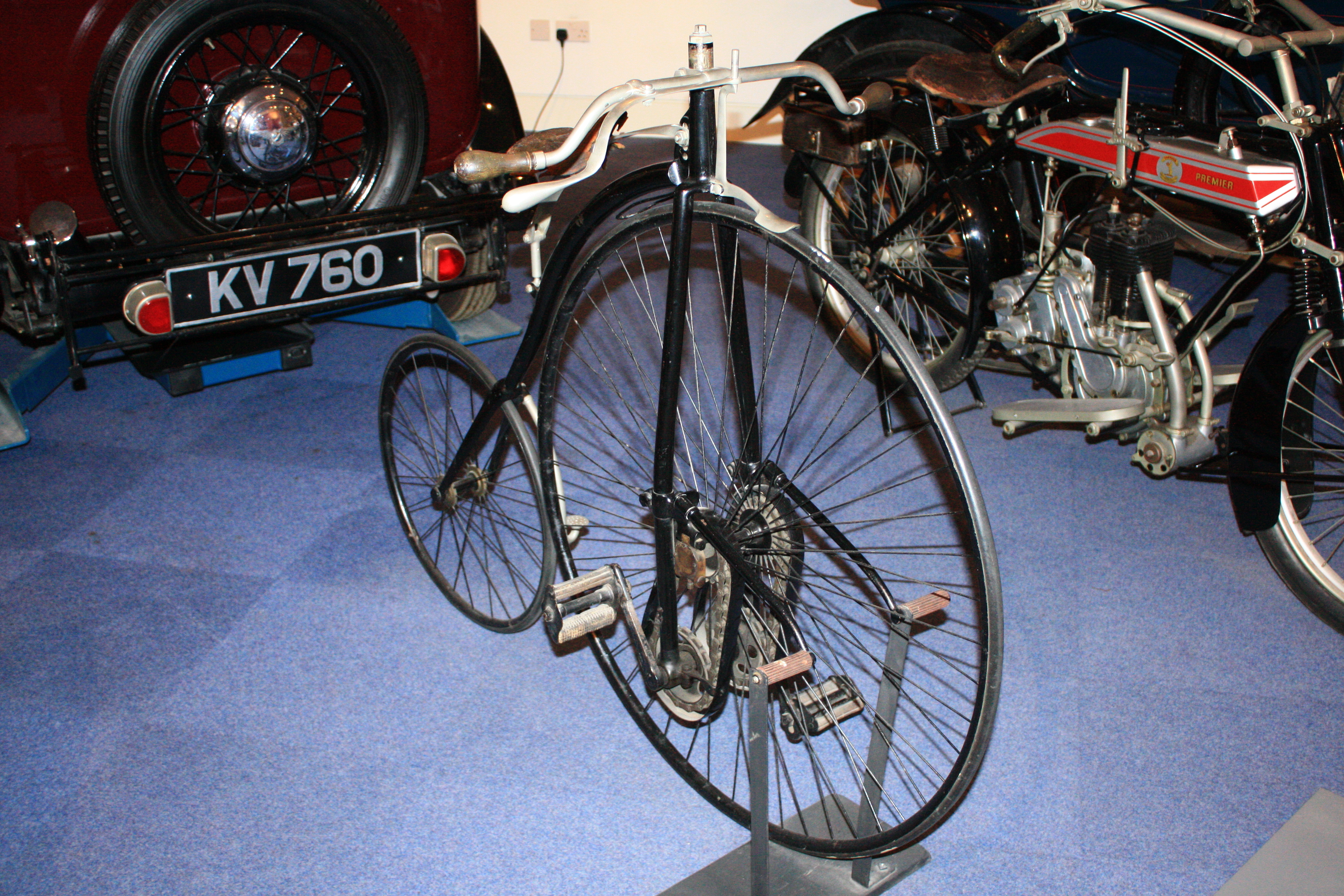
La Kangaroo bicycle au Coventry Transport Museum (1884).
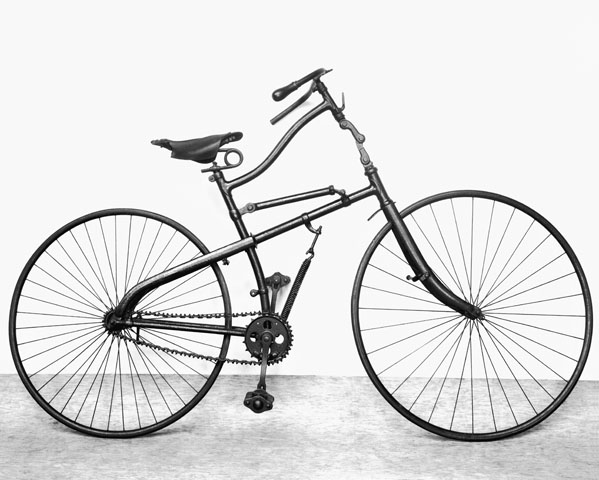
Une Whippet safety bicycle (1885).
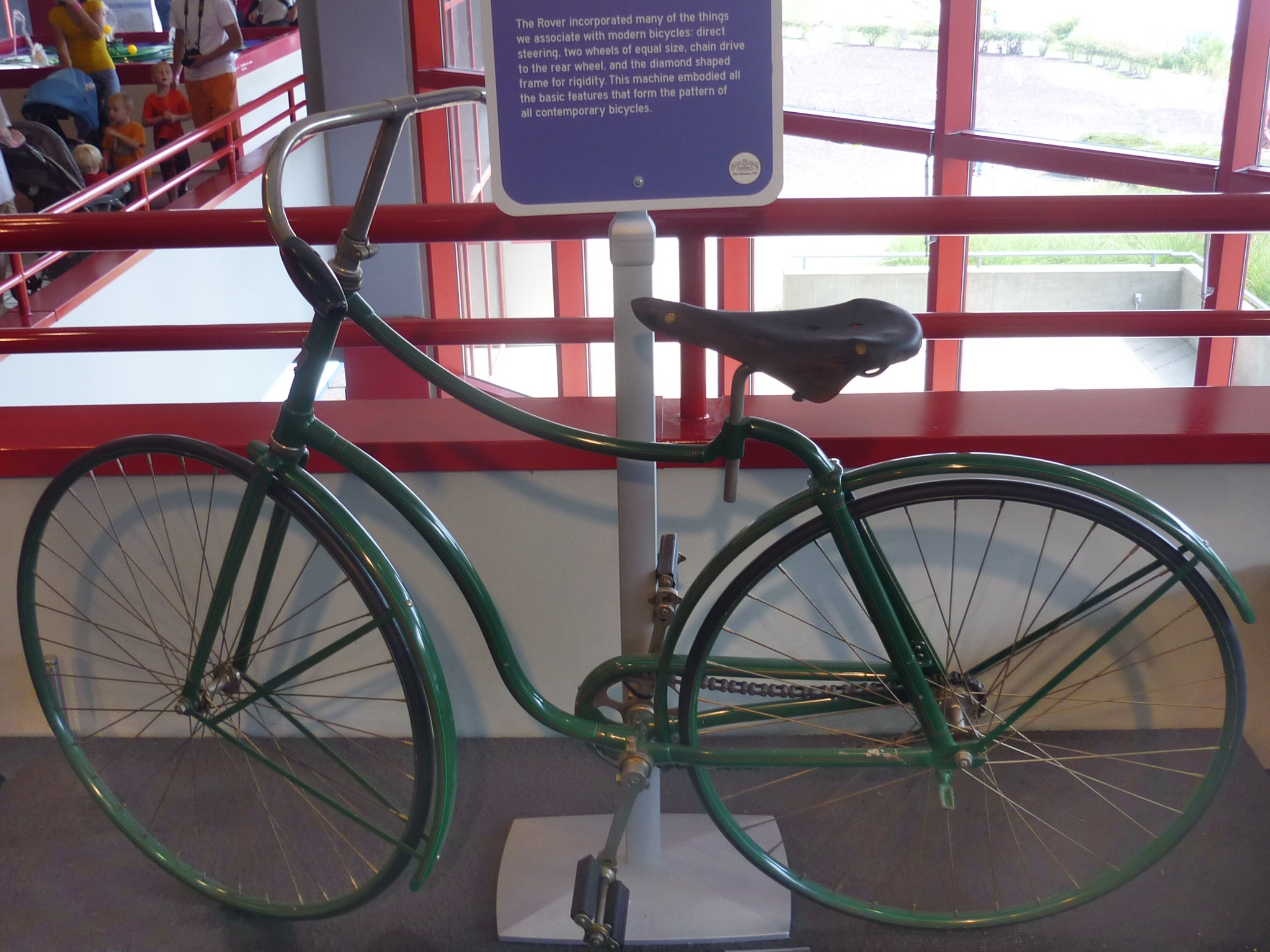
La Rover safety (1886).
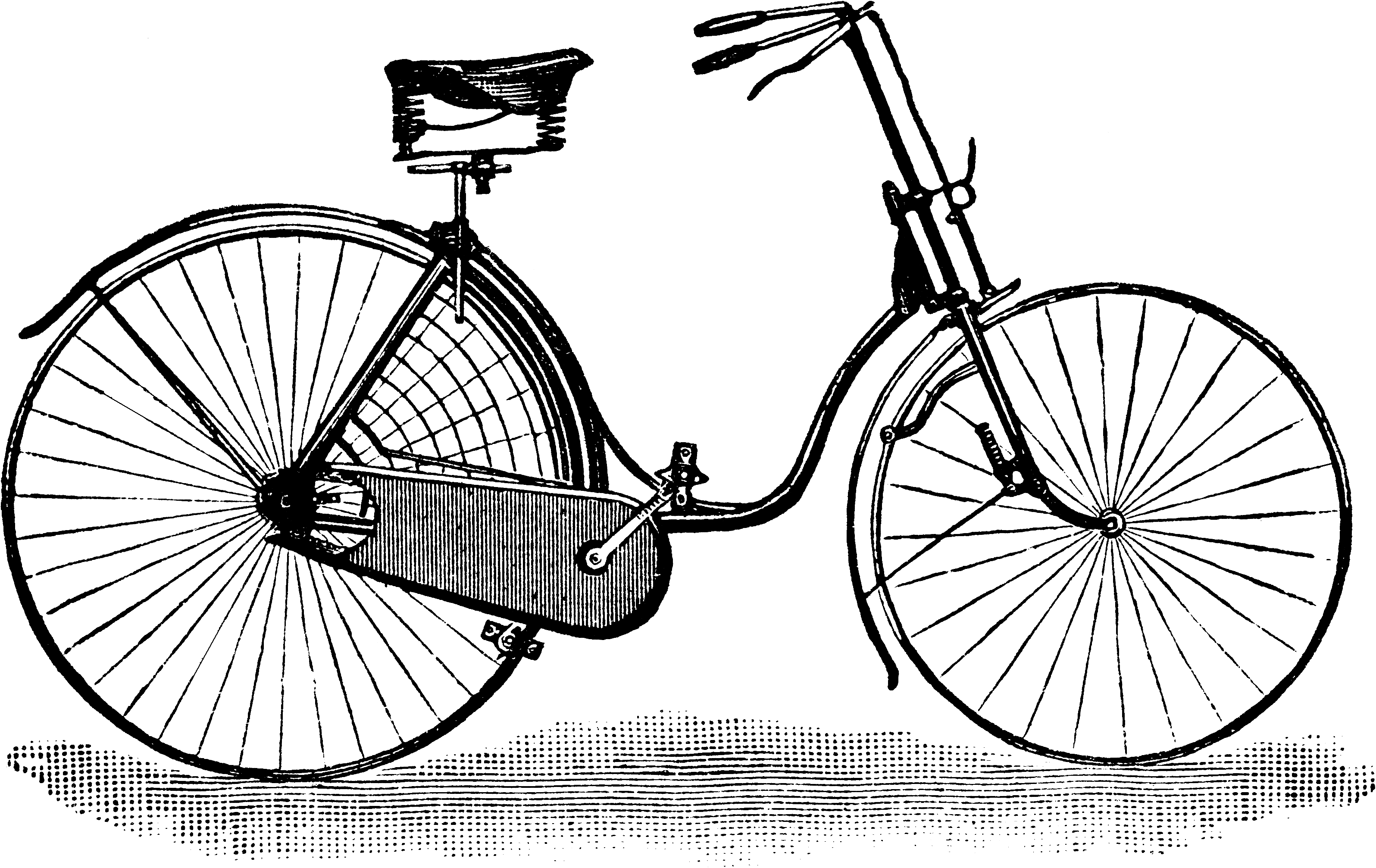
La step-through (1889).
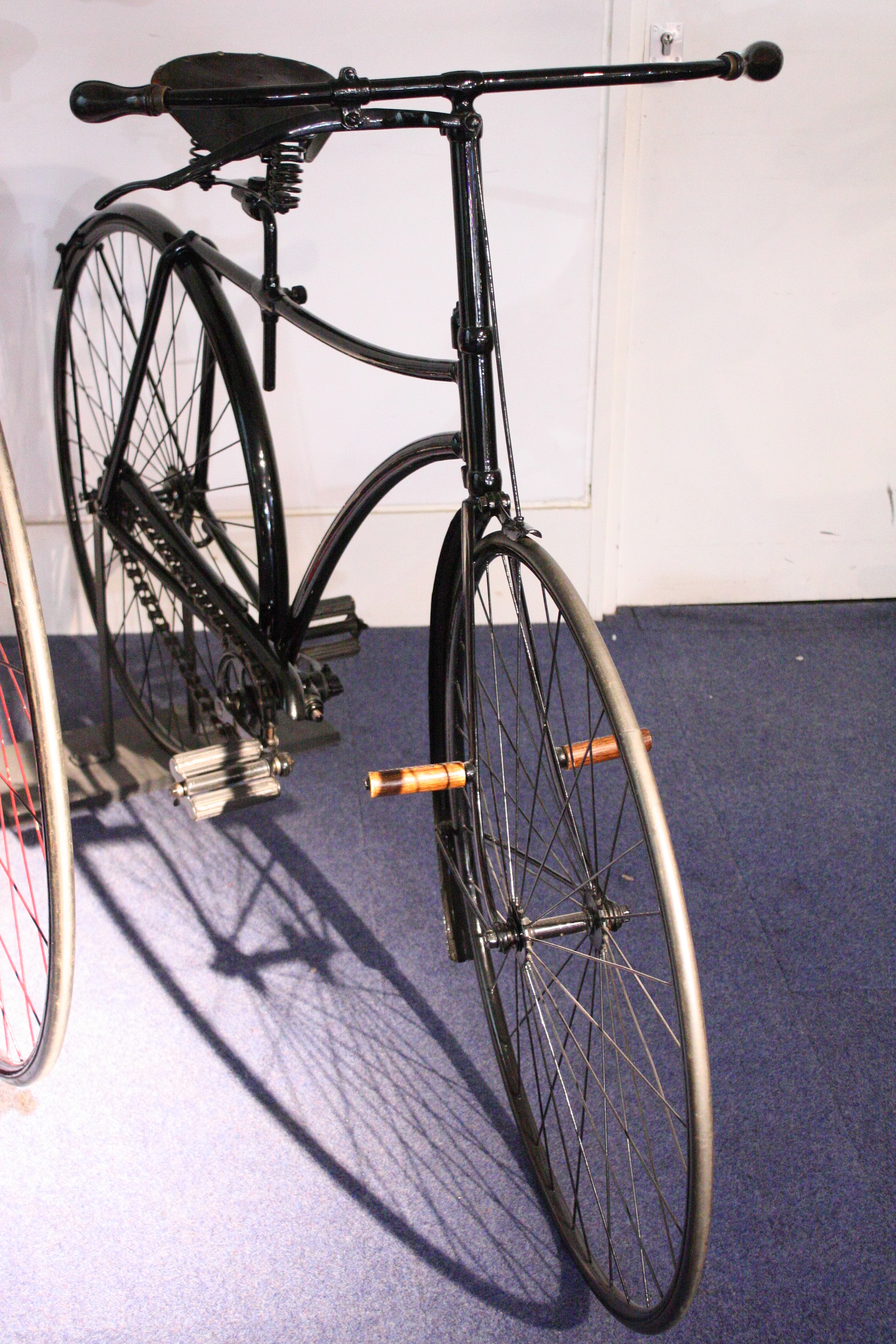
La safety bicycle au Coventry Transport Museum (1886).